# ملاحسنلی، داش‌کسن
ملاحسنلی (به لاتین: Mollahəsənli) منطقه‌ای مسکونی در جمهوری آذربایجان است که در شهرستان داش‌کسن واقع شده است. ملاحسنلی ۴۹۹ نفر جمعیت دارد.